# 国鉄DF90形ディーゼル機関車
DF90形は、かつて日本国有鉄道（国鉄）で試用された電気式ディーゼル機関車である。

## 概要
国鉄がディーゼル機関車の開発を模索していたころ、国内の車両メーカーは国鉄および海外への売り込みを図るべく、独自の機関車を設計・試作した。これらの機関車は、合計9形式が国鉄に借り入れられ、40番台、のちに90番台の形式を与えられて試用され、一部の形式は国鉄が正式に購入した。
それらの試作機関車のうち、日立製作所が1956年（昭和31年）に本線の旅客・貨物列車兼用として製造したのが、本形式である。翌1957年（昭和32年）6月にDF90 1として国鉄が借入れ、常磐線の旅客列車に使用された。1961年（昭和36年）には国鉄が購入している。

## 構造
エンジンは西ドイツ（当時）のMAN社製 V8V22/30形ディーゼルエンジン（水冷V形16気筒 1,680 PS/900 rpm）である。エンジンを車体中央に、ラジエーターはその前後に各1組を配置した。
動力伝達方式は電気式を採用した。主発電機は1,100 kW/900 rpm、全車軸に165 kW/500 rpmの主電動機を装備し、吊掛式で駆動する。
走り装置は3軸台車を2組装備し、軸配置はC-Cである。動輪直径は1,000 mm。なお客車への暖房供給装置は搭載されておらず、冬季は暖房車を連結していた。
車体は箱形で非貫通。前面は国鉄EF58形電気機関車と同系統の意匠だが、車体長が短く全後端の車体幅を絞る必要が無かったため、若干線が太い感じである。落成時は赤を基調にクリーム色を配した塗色であったが、すぐに当時の標準色である茶色（ぶどう色2号）1色とされた。
メーカーの諸元では運転整備重量90トン(空車重量84.38トン)とされているが、実際には94トンを超えていたといわれている。
1958年（昭和33年）、A.R.C.（アジア鉄道首脳者懇親会）の鉄道展にあわせ、落成時の塗色（前照灯周辺など細部に相違があった）に変更され、その後暫くそのままの姿で運用に就いた。1961年（昭和36年) 12月に国鉄が購入したが、その際にラジエーターの一部撤去、空気圧縮機を2台から1台に削減するなどの改造を行い、燃料・冷却水の積載量制限を行って運転整備重量を92トンに収めた。塗色も再び茶色1色に戻されたあと、秋田機関区への転属時に国鉄標準色ともいうべきねずみ色1号（上半分）と朱色4号（下半分）に塗り替えられた。

## 運用
1957年（昭和32年）6月に国鉄が借入れて水戸機関区に配置。1964年（昭和39年）8月まで、常磐線の旅客列車に使用された。秋田機関区に転属となってからは、秋田地区で使用するには軸重が大きすぎる事、また1形式1輌のため保守面でデメリットがあった事から、僅かに入換などで1966年（昭和41年）ころまで使用された後、休車となった。1971年（昭和46年）2月10日に廃車され、しばらく東能代機関区に留置されていた。その後解体処分され、現存しない。

## 主要諸元
- 全長：16,330 mm　[1]
- 全幅：2,945 mm　[1]
- 全高：4,000 mm　[1]
- 運転整備重量：94.5 t　[1]
- 軸配置：C-C　[1]
- 機関：MAN V8V22/30 A.m.A.形ディーゼル機関1基　[1]
  - 出力：1,680PS/ 900rpm（連続定格）1,900PS/ 960rpm（1時間定格）　[1]
- 動力伝達方式：電気式　[1]
- 最大運転速度：100km/h　[1]
- 主発電機型式：EFC10-SP　[1]
  - 連続定格出力/電圧/電流/回転数：1,100kW/ 500V/ 2,200A/ 900rpm　[1]
- 主電動機：HS-274-Ar-17　[1]
  - 連続定格出力/端子電圧/電流/回転数：165kW/ 500V/ 367A/ 740rpm（68%界磁）　[1]
  - 駆動方式：1段歯車減速 釣掛式　[1]
  - 歯車比：17:76　[1]
- 連続定格引張力/速度：11,820kg/ 29.9km/h　　[1]
- 制御方式：電磁、電磁空気式および電動機操作式間接制御、非重連　[1]
- ブレーキ装置：EL14AS自動空気ブレーキ、手ブレーキ　[1]
- 台車：3軸ボギー、鋳鋼台枠、固定枕梁式　[1]